# Rostellariella
Genre
Rostellariella est un genre de mollusques gastéropodes de la famille des Rostellariidae.

## Liste des espèces
Selon World Register of Marine Species (17 septembre 2020) :
- Rostellariella barbieri Morrison, 2008
- Rostellariella delicatula (G. Nevill, 1881)
- Rostellariella lorenzi Morrison, 2005
- Rostellariella martinii (Marrat, 1877)

## Galerie

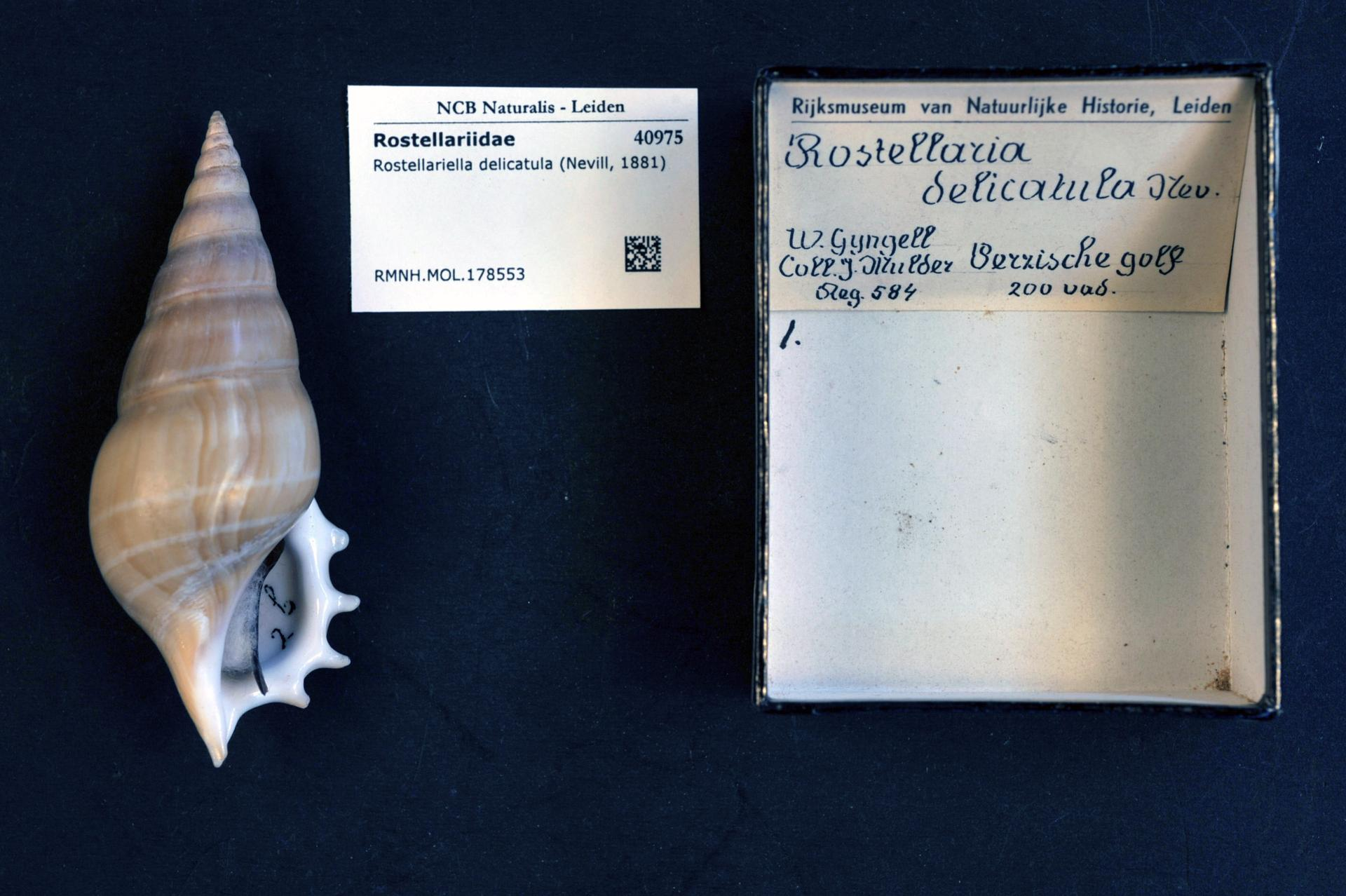
Rostellariella delicatula.
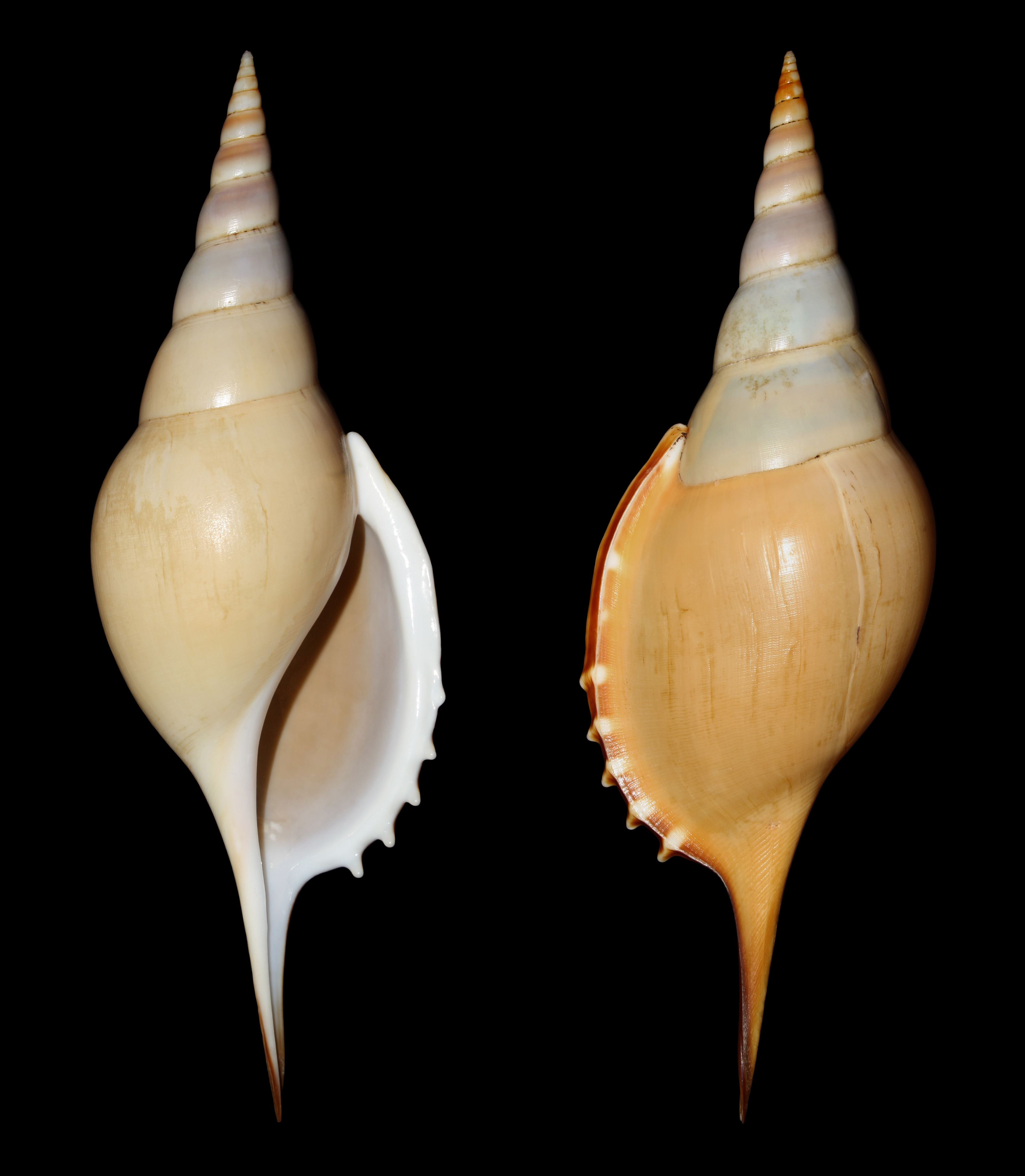
Rostellariella martinii.